# Darwinius
Darwinius – rodzaj ssaka naczelnego z rodziny Notharctidae. Żył w środkowym eocenie na terenie dzisiejszej Europy. Jego szczątki zostały wydobyte z datowanych na około 47 milionów lat osadów w kopalni w Messel. Miejscowość ta leży niedaleko Darmstadt w południowej Hesji w Niemczech. Kompletność i jakość zachowania holotypu, przezwanego „Ida”, pozwalają na dokładne zbadanie morfologii i paleobiologii zwierzęcia.
Darwinius był niewielkim naczelnym – dorosły osobnik mierzył prawdopodobnie poniżej 30 cm długości (nie licząc ogona) i ważył mniej niż 1 kg. Miał chwytne dłonie i stopy, co sugeruje, że prowadził nadrzewny tryb życia. Stosunkowo duże oczodoły wskazują, że był zwierzęciem nocnym. Żywił się liśćmi i owocami roślin. Obecność kostniny na prawym nadgarstku „Idy” dowodzi, że zwierzę doznało poważnego złamania nadgarstka, mogącego być pośrednią przyczyną jego śmierci.
Pozycja filogenetyczna Darwinius budzi kontrowersje wśród naukowców: początkowo opisano rodzaj jako przedstawiciela grupy Haplorrhini, obejmującej również ludzi, jednak wielu badaczy skrytykowało tę koncepcję, wskazując, że Darwinius należy do Strepsirrhini, co oznaczałoby, że jest bliżej spokrewniony z lemurami niż z ludźmi. W pierwszych relacjach medialnych często określano Darwinius jako „brakujące ogniwo w ludzkiej ewolucji”. Oprócz domniemanej roli w ewolucji człowieka pisano także m.in. o cenie miliona dolarów, którą za skamieniałość zapłaciło Muzeum Historii Naturalnej w Oslo.

## Budowa

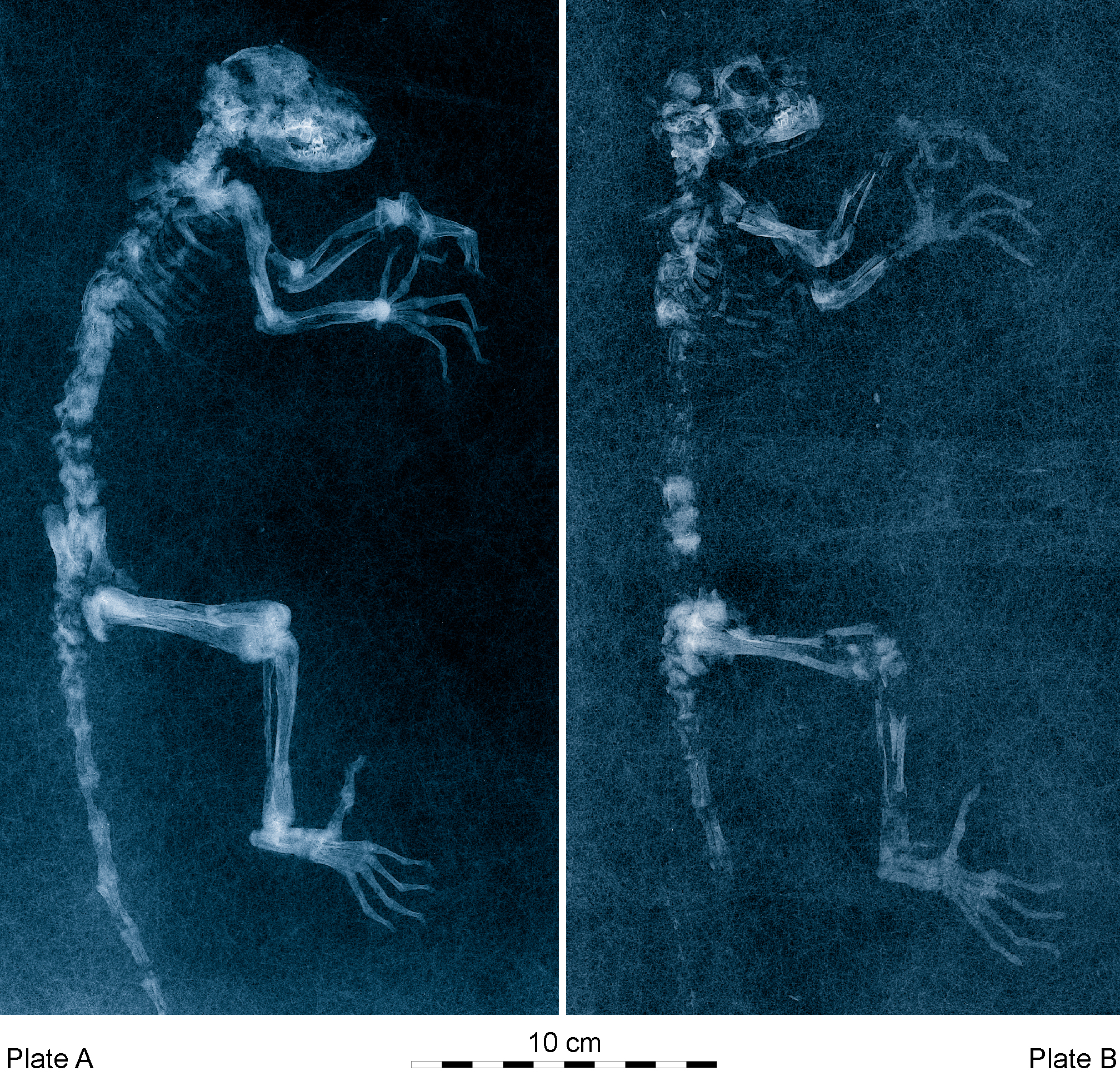
Zdjęcia rentgenowskie holotypu Darwinius masillae

Darwinius był naczelnym osiągającym stosunkowo niewielkie rozmiary. „Ida”, osobnik zmarły przed osiągnięciem ostatecznej wielkości, mierzyła 58 cm długości, z czego 34 cm przypadały na ogon, a 5 cm na czaszkę. Dorosłe zwierzę prawdopodobnie mierzyło około 28 cm (nie licząc ogona) – o 4 cm więcej niż „Ida”. Oszacowania masy różnią się w zależności od zastosowanej metody: szacowanie na podstawie długości czaszki sugeruje masę 385 g, regresja wieloraka długości odcinków kończyn – 580–590 g, natomiast ocena na podstawie wielkości zębów trzonowych wskazuje na znacznie większą masę: 1600–1700 g. Regresja na podstawie rozmiarów współczesnych naczelnych sugeruje, że „Ida” ważyła około 485 g, a osobnik dorosły – 660 g. Spośród współczesnych naczelnych rozmiary najbliższe darwiniusowi osiągają lemur rudoogonowy i maki szary, ważące 845–892 g. Autorzy uznali, że masa mieszcząca się w przedziale 650–900 g jest najbardziej prawdopodobna dla Darwinius. Zgadzają się z tym również późniejsze oszacowania wykonane przez Lópeza-Torresa i współpracowników (2015), którzy sugerują, że zwierzę to osiągało ok. 622–642 g.
Średnica oczodołów była względnie duża w porównaniu do długości czaszki, co wskazuje na nocny tryb życia Darwinius. „Ida” wciąż jeszcze rosła, więc stosunek średnicy oczodołów do wielkości czaszki mógł być nieznacznie niższy u dorosłych. Pod względem kształtu czaszki Darwinius jest bardzo zbliżony do innego przedstawiciela Cercamoniinae – późnoeoceńskiej, północnoamerykańskiej Mahgarita stevensi. Podobne są zwłaszcza krótki pysk, masywna żuchwa i stosunkowo duża puszka mózgowa. W wyniku ściśnięcia skamieniałości czaszka wydaje się wyższa, niż była w rzeczywistości. Nie występuje na niej grzebień strzałkowy.
Wokół szkieletu „Idy” zachowały się ślady tkanek miękkich, nieobecne jedynie na końcu ogona. Wskazują one kształt ciała zwierzęcia – dowodzą m.in., że mięśnie górnych części kończyn tylnych były potężne, zaś małżowiny uszne małe. Pierwszy palec prawej stopy jest wyprostowany, lecz ustawiony pod kątem około 90°, co sugeruje jego potencjalną przeciwstawność. Zarówno dłonie, jak i stopy Darwinius miały długie, bardzo giętkie palce.

## Filogeneza
- Analiza uwzględniająca wyłącznie Darwinius i taksony współczesne

|  | Lemuroidea |
|  |            |
|  | Lorisoidea |
|  |            |

|  | Darwinius             |
|  |                       |
|  | pozostałe Haplorrhini |
|  |                       |

|  | Lemuroidea |
|  |            |
|  | Lorisoidea |
|  |            |

|  | Darwinius             |
|  |                       |
|  | pozostałe Haplorrhini |
|  |                       |

- Macierz z poprawkami, uwzględniająca również inne taksony kopalne

|  | Lemuroidea |
|  |            |
|  | Lorisoidea |
|  |            |

|  | Notharctus |
|  |            |

|  | Lemuroidea |
|  |            |
|  | Lorisoidea |
|  |            |

|  | Notharctus |
|  |            |

- Macierz z poprawkami i nowymi cechami, uwzględniająca taksony współczesne oraz kopalne Darwinius, Notharctus i Catopithecus

|  | Lemuroidea                                               |
|  |                                                          |
|  | Lorisoidea                                               |
|  |                                                          |
|  | \| \| Darwinius \| \| \| \| \| \| Notharctus \| \| \| \| |
|  |                                                          |
|  | Darwinius                                                |
|  |                                                          |
|  | Notharctus                                               |
|  |                                                          |

|  | Darwinius  |
|  |            |
|  | Notharctus |
|  |            |

|  | Lemuroidea                                               |
|  |                                                          |
|  | Lorisoidea                                               |
|  |                                                          |
|  | \| \| Darwinius \| \| \| \| \| \| Notharctus \| \| \| \| |
|  |                                                          |
|  | Darwinius                                                |
|  |                                                          |
|  | Notharctus                                               |
|  |                                                          |

|  | Darwinius  |
|  |            |
|  | Notharctus |
|  |            |

Według Franzena i współpracowników (2009) spośród przeanalizowanych przez nich trzydziestu cech morfologicznych i anatomicznych, używanych powszechnie do odróżniania przedstawicieli Strepsirrhini i Haplorrhini, wszystkie synapomorfie determinujące przynależność do którejś z tych grup łączą Darwinius, a co za tym idzie również pozostałych przedstawicieli Adapiformes, raczej z Haplorrhini niż ze Strepsirrhini. Zaliczenie Adapiformes do Haplorrhini – podobnie jak wyraków – zdaniem autorów pomogłoby wyjaśnić, dlaczego wcześni przedstawiciele obu tych grup byli do siebie bardzo podobni, a przez to często myleni. Według Franzena i współpracowników Adapiformes grupowano wcześniej ze Strepsirrhini na podstawie homoplazji, a nie cech rzeczywiście wskazujących na bliskie pokrewieństwo. Autorzy nie stwierdzili, że Darwinius jest wczesnym antropoidem, jednak zasugerowali, że grupa, do której należał – Adapiformes – reprezentuje wczesną linię ewolucyjną Haplorrhini – kladu, do którego należy również człowiek rozumny. Philip D. Gingerich – jeden z naukowców należących do zespołu, który opisał Darwinius – sugeruje, że do Adapiformes należą przodkowie współczesnych małp. Na przynależność Darwinius do Haplorrhini miałby wskazywać w szczególności brak dwóch cech typowych dla Strepsirrhini: pazura kosmetycznego, wykorzystywanego do wykonywania zachowań komfortowych, oraz grzebyka zębowego (ciasno ułożonych, stykających się ze sobą i wychylonych ku przodowi zębów na przedzie żuchwy – toothcomb). Pazur ten występuje jednak również u przedstawicieli Adapiformes blisko spokrewnionych z Darwinius: Europolemur kelleri i Notharctus tenebrosus. Koenigswald i in. (2012) zgadzają się, że pazur Europolomur przypomina ten występujący u Lemuroidea i Lorisoidea (należących do Strepsirrhini), jednak sugerują, że może to być wynikiem paralelizmu ewolucyjnego.
Erik Seiffert i współpracownicy (2009) stwierdzili, że holotyp Darwinius jest osobnikiem młodocianym, większość kości jest zmiażdżonych, a wielu cech odgrywających kluczową rolę w ewolucji naczelnych nie można stwierdzić, co stwarza problemy przy wykonywaniu analizy filogenetycznej. Analiza przeprowadzona przez autorów po odkryciu skamieniałości Afradapis – przedstawiciela Adapiformes żyjącego około 37 mln lat temu w Afryce – mocno wsparła wcześniejszą hipotezę dotyczącą pokrewieństwa Adapiformes, zgodnie z którą należą one do Strepsirrhini, a nie Haplorrhini. Według analizy Afradapis i Darwinius są ze sobą blisko spokrewnione, a Adapiformes znajdują się na drzewie filogenetycznym daleko od Haplorrhini – są bazalnymi przedstawicielami Strepsirrhini. Również Williams i współpracownicy (2010) nie wsparli hipotezy o przynależności Adapiformes do Haplorrhini i stwierdzili, że jako naczelny spokrewniony bliżej z lemurami niż z ludźmi ma niewielkie znaczenie dla poznania ewolucji Haplorrhini. Gingerich i inni naukowcy z zespołu, który opisał Darwinius, nie zgodzili się z opiniami poprzednich autorów o zmiażdżeniu kości „Idy” i ponownie zasugerowali, że takson ten należy do Haplorrhini, a nie Strepsirrhini. Autorzy przeprowadzili analizę kladystyczną, zgodnie z którą Darwinius jest bliżej spokrewniony z ludźmi niż wyraki i stanowi takson siostrzany dla kladu obejmującego małpy szerokonose, makakokształtne i małpy człekokształtne. W 2012 roku Maiolino i współpracownicy wprowadzili poprawki do macierzy danych z pracy Gingericha i in. (2010) i poddali ją ponownym analizom: w badaniach uwzględniających Darwinius i taksony współczesne, rodzaj ten należał do Haplorrhini, jednak był dalej spokrewniony z Anthropoidea niż wyrakowate; dodanie taksonów wymarłych (Notharctus i Catopithecus) nie zmieniało pozycji Darwinius. Dodanie do macierzy ośmiu cech istotnych w ewolucji naczelnych skutkowało jednak zmianą jego pozycji: wówczas wraz z Notharctus tworzył klad, który znajdował się w politomii z Lemuroidea i Lorisoidea, czyli należał do Strepsirrhini. Również badania Pattinsona i in. (2014) sugerują, że Darwinius należy do Strepsirrhini.

## Paleobiologia

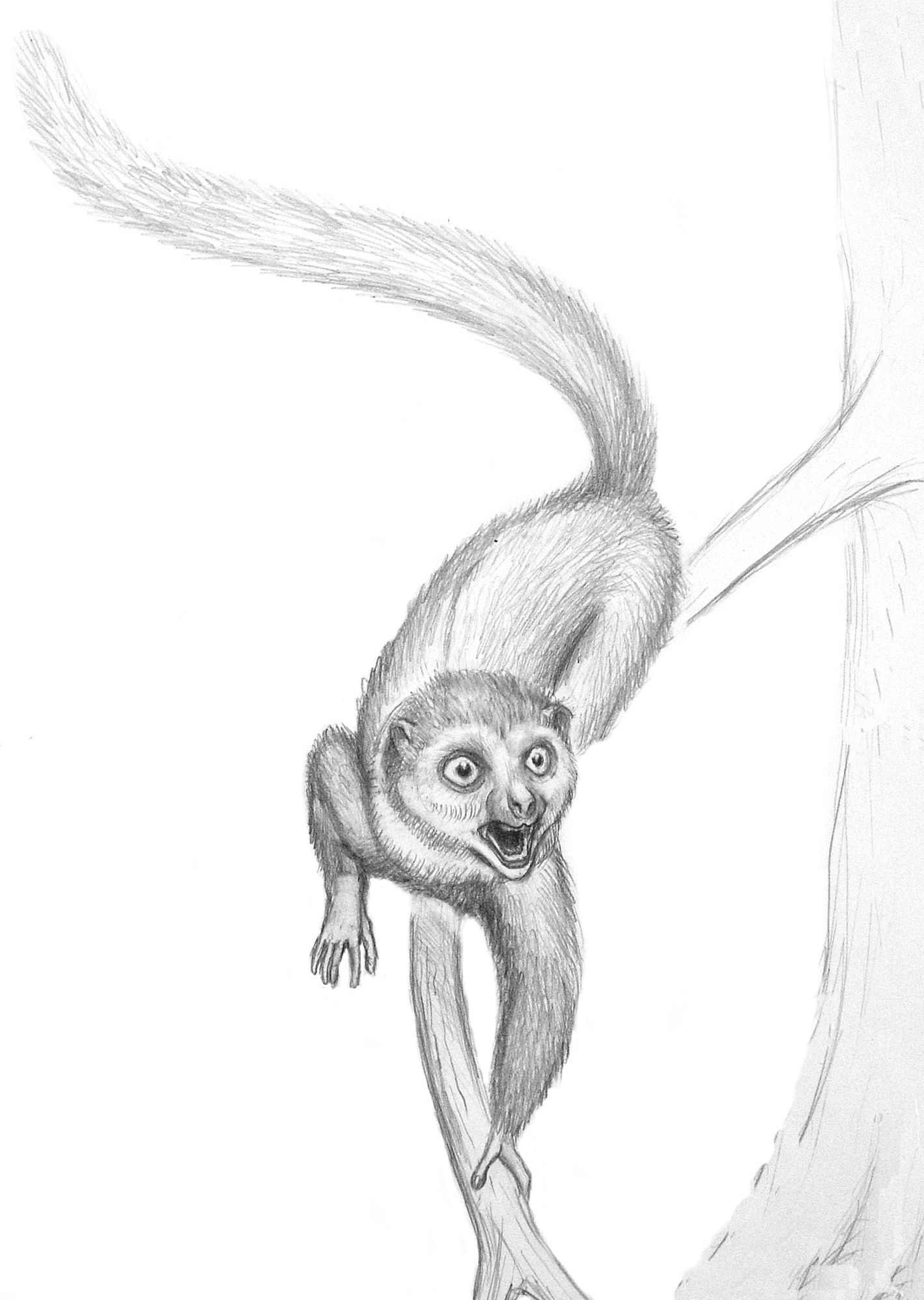
Rekonstrukcja „Idy”

Analiza uzębienia wskazuje, że „Ida” była osobnikiem juwenilnym, jednak pożywiającym się już samodzielnie. Franzen i współpracownicy na podstawie porównania z Saimiri doszli do wniosku, że holotyp zginął w wieku około 9–10 miesięcy i osiągnął około 60% ostatecznej wielkości. Według Lópeza-Torresa i in. (2015) był on jednak starszy i żył około 13 miesięcy. Dojrzałość płciową samice Darwinius osiągały po około trzech latach. Szacowana maksymalna długość życia naczelnych o wielkości Darwinius masillae wynosiła prawdopodobnie około dwudziestu lat.
Darwinius prowadził nadrzewny tryb życia – wskazuje na to zarówno masa, wynosząca najprawdopodobniej poniżej 900 g, oraz chwytne kończyny. Brak wyraźnego zakrzywienia proksymalnych i środkowych paliczków sugeruje, że Darwinius preferował poruszanie się po względnie płaskim podłożu, takim jak grubsze gałęzie. Analiza zawartości układu pokarmowego wykazała obecność owoców i liści oraz brak owadów, których skamieniałości są w Messel pospolite. Rozmiary oczodołów są zbliżone do obserwowanych u współczesnych naczelnych prowadzących nocny tryb życia, choć większość Adapiformes to zwierzęta dzienne.

### Życie i śmierć „Idy”
Na prawym nadgarstku „Idy” znajduje się wypukłość zbudowana z kości o strukturze gąbczastej. Wznosi się ona na 4 mm powyżej normalnego poziomu kości, przez co prawe przedramię jest o blisko 10 mm krótsze od lewego. Mikrotomografia komputerowa dowodzi, że jest to kostnina, a nie rosnący guz. Obecność kostniny świadczy, że zwierzę doznało bardzo poważnego urazu. W momencie wystąpienia kontuzji proksymalne połączenia stawowe kości śródręcza oraz dystalne połączenia stawowe kości promieniowej i łokciowej wciąż były chrzęstne i ostatecznie weszły w skład kostniny. Ankyloza doprowadziła do znacznego unieruchomienia nadgarstka. Mobilność ręki ograniczało nie tylko zwyrodnienie, lecz także wywołany kontuzją ból.
Franzen i współpracownicy (2012) spekulują nad możliwą przyczyną urazu „Idy” i przedstawiają jeden z możliwych scenariuszy. Złamany nadgarstek sugeruje, że „Ida” próbowała podeprzeć się przy upadku, natomiast dotkliwość kontuzji, że nastąpił on z dużej wysokości. Wiek zwierzęcia – kilka miesięcy – sugeruje, że nie znajdowało się już pod ścisłą kontrolą matki. Przypuszczalnie zaczynało samodzielnie eksplorować nadrzewne otoczenie i spadło na ziemię, łamiąc nadgarstek. „Ida” prawdopodobnie nie była już w stanie wspinać się na drzewa, więc z konieczności pozostała na ziemi. Przez kilka tygodni udawało jej się pozostać przy życiu – w międzyczasie na złamanym nadgarstku powstała kostnina, a kości lewego nadgarstka zrosły się. Dokładna przyczyna śmierci nie jest znana, na pewno jednak „Ida” nie padła ofiarą drapieżników, ponieważ na kościach nie odnaleziono śladów ugryzień. Możliwe, że chcąc napić się wody z jeziora zatruła się unoszącymi się nad jego powierzchnią gazami, straciła przytomność i utonęła. Po pewnym czasie jej ciało zostało pogrzebane na dnie jeziora, a dzięki panującym tam beztlenowym warunkom skamieniałość zachowała się do współczesności w znakomitym stanie.
Sauther i Cuozzo (2012) oraz Cuozzo i in. (2013) zgodzili się z Franzenem i in., że trujące gazy są prawdopodobną przyczyną śmierci „Idy”, jednak po przeanalizowaniu urazów współczesnych lemurów skrytykowali pogląd, że kontuzja „Idy” uniemożliwiała jej dalszą wspinaczkę, ponieważ lemury potrafią wspinać się nawet po poważniejszych urazach (choć Franzen i in. uznali, że kontuzje przytoczone przez Sauther i Cuozza nie są równie poważne jak w przypadku „Idy”).

## Historia odkryć
Szczątki holotypu Darwinius masillae, „Idy”, zostały wydobyte z datowanych na około 47 milionów lat osadów w kopalni w Messel. Miejscowość ta leży niedaleko Darmstadt w południowej Hesji w Niemczech (49°55′07″N 8°45′22″E/49,918611 8,756111). Stanowisko w Messel dostarczyło najlepiej zachowanych szkieletów eoceńskich ssaków. Jednak – mimo iż okolice te porastały w eocenie lasy odpowiadające współczesnym lasom tropikalnym – skamieniałości naczelnych są tam stosunkowo rzadkie – przed odkryciem Darwinius masillae wydobyto stamtąd zaledwie osiem fragmentarycznych szkieletów. We wczesnym okresie wydobywania skamieniałości, w latach 1971–1985, osady były już odsłonięte dzięki wykopaliskom prowadzonym w poszukiwaniu łupków bitumicznych. Kiedy wykopaliska zakończono, powstały w ich wyniku dół planowano wykorzystać jako składowisko odpadów, dlatego poszukiwania skamieniałości prowadzono w pośpiechu i bez należytej staranności przeszukiwano złoże po złożu. Duże bloki łupków zostały usunięte, a następnie przy pomocy długich noży rozdzielone wzdłuż płaszczyzny uwarstwienia. Przed rozpoczęciem preparacji płyty powierzchnia uszkodzona rozdzielaniem musi zostać umieszczona w żywicy epoksydowej lub poliestrowej. Procedura taka jest konieczna, gdyż dehydratacja niszczy skamieniałość. Szczątki Darwinius zostały zebrane przez prywatnego kolekcjonera w 1983 roku, u podnóża Schildkrötenhügel (Wzgórza Żółwi), jednak dokładna lokalizacja nie jest znana.

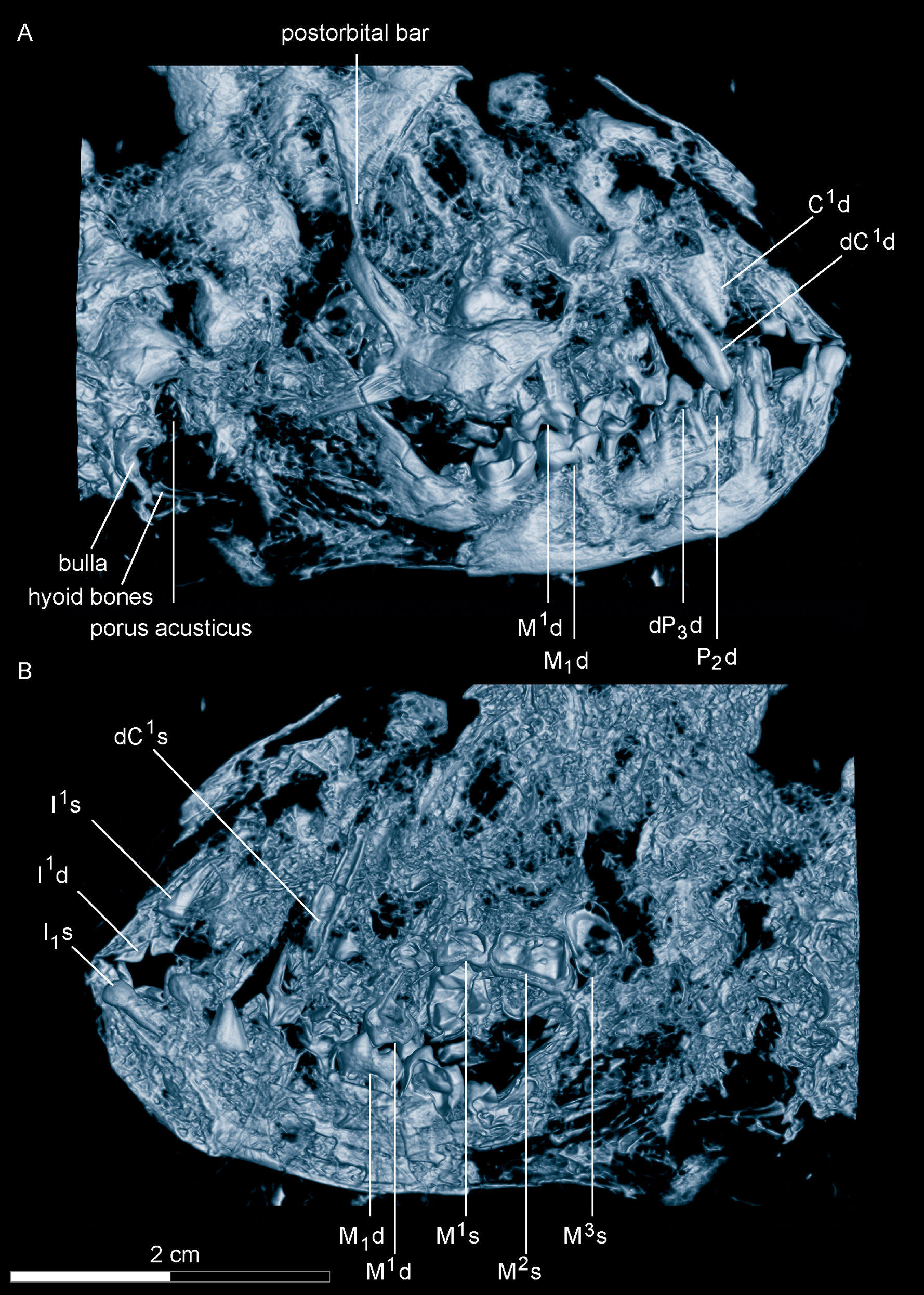
Tomografia komputerowa czaszki

Płyta B początkowo została opisana przez Franzena jako szósty naczelny z Messel. W 1991 roku nabył ją Burkhard Pohl z Wyoming Dinosaur Center w Thermopolis. Skamieniałość ta obejmuje niekompletny szkielet widziany z lewej strony, zawarty w płycie z poliestru. Franzen wykazał, że część okazu jest prawdziwa, podczas gdy niektóre fragmenty zostały stworzone przez człowieka, by skamieniałość zdawała się bardziej kompletna. Paleontolog początkowo przypisał ten okaz do gatunku „Pronycticebus” neglectus, opisanego w 1989 roku z Geiseltal. Franzen początkowo zaliczył ten gatunek do rodzaju Caenopithecus, a następnie utworzył dla niego nową nazwę rodzajową Godinotia. Druga część skamieniałości, nazwana później płytą A, pozostawała w Niemczech, w posiadaniu prywatnego kolekcjonera, który przez dwadzieścia lat trzymał ją w sekrecie, zanim zdecydował się sprzedać ją za pośrednictwem niemieckiego handlarza skamieniałości. Dwa niemieckie muzea odrzuciły ofertę ze względu na zbyt wysoką cenę. W grudniu 2006 handlarz skontaktował się z norweskim paleontologiem Jørnem Hurumem, z którym już wcześniej dokonywał transakcji. Pokazał Hurumowi trzy fotografie skamieniałości i zaoferował jej sprzedaż za milion dolarów. Paleontolog poprosił o czas do Bożego Narodzenia, by zebrać fundusze i upewnić się, że okaz został zdobyty legalnie i będzie zgodnie z prawem udostępniony do badań. Udało mu się przekonać władze Muzeum Historii Naturalnej w Oslo, aby przekazały połowę żądanej sumy – druga połowa miała zostać zapłacona tylko, jeśli badanie promieniowaniem rentgenowskim wykaże, że skamieniałość nie jest sfabrykowana, co zajęło kilka miesięcy. W lipcu 2009 roku grupa jedenastu prymatologów potępiła płacenie tak wysokiej sumy za skamieniałość i stwierdziła, że takie postępowanie jest szkodliwe dla nauki. Płyta A obejmuje niemal kompletny szkielet, pokazujący dokładnie, które części płyty B zostały spreparowane. Płyta A zawiera niemal całą prawą stronę ciała Darwinius, a także niektóre części lewej strony, nieobecne na płycie B.
Ostatecznie Darwinius masillae został opisany w maju 2009 roku na łamach internetowego czasopisma naukowego „PLoS ONE”. Początkowo artykuł ukazał się wyłącznie w wydaniu elektronicznym i jako taki nie spełniał zasad Międzynarodowego Kodeksu Nomenklatury Zoologicznej – dopiero kilka dni później, m.in. w wyniku działalności Carla Zimmera, spełniono wszystkie wymogi Kodeksu. Nazwa rodzajowa Darwinius honoruje Karola Darwina ze względu na przypadającą w 2009 dwusetną rocznicę jego urodzin, zaś epitet gatunkowy masillae pochodzi od słowa Masilla – łacińskiej nazwy Messel – zapisanego w pochodzącym z około 800 r. n.e. Złotym Kodeksie z klasztoru w Lorsch.

### Szum medialny
Odkrycie było szeroko komentowane w mediach, także popularnych. 20 maja, dzień po opublikowaniu artykułu w „PLoS ONE”, ukazała się książka The Link: Uncovering Our Earliest Ancestor autorstwa Colina Tudge'a, opowiadająca o skamieniałości i jej odkryciu, jednak nie uzyskała ona pochlebnej opinii antropologa Richarda Kaya. Opublikowano także film dokumentalny The Link, którego premiera miała miejsce 25 maja w Stanach Zjednoczonych i 26 maja w Wielkiej Brytanii. 19 maja uruchomiono stronę internetową Revealing the Link, w całości poświęconą „Idzie”, oraz oficjalnie odsłonięto jej skamieniałości w Amerykańskim Muzeum Historii Naturalnej – na odsłonięciu pojawił się m.in. Michael Bloomberg, burmistrz Nowego Jorku. 20 maja zmieniono logo wyszukiwarki internetowej Google na przedstawiające rekonstrukcję szkieletu „Idy”. Jørn Hurum mówił, że „Ida” może stać się jedną z ikon ewolucji, takich jak „Lucy”, neandertalczyk, tyranozaur czy Archaeopteryx, a biolog David Attenborough stwierdził, że szkielet Darwinius masillae jest „odkryciem o wielkim znaczeniu”. Mimo to wielu naukowców od początku wątpiło, by odkrycie „Idy” miało znaczenie dla lepszego rozumienia ewolucji człowieka. Sam Jørn Hurum twierdził, że niektóre ze sloganów były przesadzone, jednak szum medialny stał się zbyt duży, by można go było kontrolować. Antropolog Matt Cartmill stwierdził nawet, że kampania PR wokół skamieniałości jest większym wydarzeniem niż samo odkrycie. Publikacja była szeroko komentowana również na blogach naukowych, często z obszernymi, krytycznymi analizami. Zdaniem Briana Switka szum medialny dotyczący Darwinius masillae ilustruje zyski i straty, jakie może przynieść bardzo szerokie promowanie odkryć paleontologicznych w mediach, i pokazuje, jak autorzy blogów naukowych mogą prostować przesadzone twierdzenia publikowane w mediach.
Jørn Hurum mówił, że do opublikowania pracy opisującej Darwinius masillae wybrał otwarcie dostępne czasopismo „PLoS ONE”, ponieważ jego badania były finansowane z pieniędzy norweskich podatników, a on chciał, by każdy z nich mógł przeczytać pracę. Rolę w wyborze czasopisma odegrały również brak zastrzeżeń co do długości artykułu i krótki czas oczekiwania na publikację. Gingerich z kolei twierdził, że wolałby opublikować artykuł w „Nature” lub „Science”, jednak przesądziła presja czasu.